# Ulla fyr
Das Ulla fyr ist ein Leuchtfeuer an der westnorwegischen Küste im Fylke Møre og Romsdal. Das Leuchtfeuer liegt auf der Schäre Kvernholmen in der Nähe der Insel Haramsøya und gehört zur Gemeinde Haram.
Zu dem niedrigen, quadratischen Leuchtturm aus Beton gehört auch noch ein Wohnhaus und ein Wirtschaftsgebäude, sowie zwei Bootshäuser und eine Anlegestelle. Diese Ausbauten wurden notwendig, nachdem der Leuchtturm ab 1889/90 das ganze Jahr über in Betrieb und damit bemannt sein musste. Seit 1929 ist Ulla fyr strombetrieben. Die im Jahr 1944 durch einen Bombenangriff beschädigte Leuchtfeuerstation wurde 1950 wieder aufgebaut.
Ursprünglich war Ulla fyr ein kleines Fischereifeuer. Später wurde der Linsenapparat durch einen stärkeren PRB-Scheinwerfer ersetzt. Der alte Linsenapparat ist noch erhalten und in der Station gelagert.
Ulla fyr steht unter Denkmalschutz, die Station liegt in einem Vogelschutzgebiet.